# 中山元気
中山 元気（なかやま げんき、1981年9月15日 - ）は、山口県下関市出身のサッカー指導者、元サッカー選手。現役時代のポジションはFW。現レノファ山口FC監督。

## 来歴

### 現役時代
下関市立桜山小学校2年からサッカーを始め、4年生から試合に出始める。
高校時代は多々良学園へ進学。高校1年生から試合に出始め、高1の時は横山聡と2トップを組み活躍し、高松大樹は同級生だが高松は当時DF登録だった。1999年には同高初のインターハイベスト4入りに貢献した。
2000年、サンフレッチェ広島へ入団、同期入団は森崎和幸・森崎浩司兄弟・駒野友一・松下裕樹・山形恭平・八田康介。しかし、同年3月に右膝前十字靭帯を断裂、復帰後2002年に今度は左足の靭帯を痛め（部分断裂）、再びリハビリに日々を費やす。2003年夏頃に復帰、広島のJ1昇格に貢献した。
2005年、出場機会を求めてコンサドーレ札幌へ移籍。翌2006年はフッキが加入し相川進也や石井謙伍が活躍したこともあって出場機会が減少した。しかし、2007年に三浦俊也監督が就任すると、前線での献身的なプレスが評価され主力として活躍、同年度J1昇格に貢献した。2009年戦力外通告を受けた。
2010年、湘南ベルマーレへ移籍する。同年5月26日対ジュビロ磐田戦にて左膝前十字靭帯を断裂しシーズンを棒に振ることとなり、同年末に戦力外通告を受けた。
2011年、地元である山口県を本拠地とするレノファ山口FC（当時中国リーグ）へ移籍。

### 指導者時代
2012年シーズン終了後に現役引退し、2013年からレノファ山口FCの監督に就任する。同シーズンの全社ではクラブ初の優勝に導いたものの、中国サッカーリーグ3位・地域決勝グループリーグ敗退に終わった。そこへ同年末のJ3創設と鹿児島ユナイテッドFC創設などに伴い繰り上げで日本フットボールリーグ(JFL)昇格が決定、つまり事実上就任1年で上位カテゴリ昇格に導いた。ただ、当時はJFA Aライセンスを取得していなかったためJFLでの指揮が執れないことから、1年で退任することになった。
2014年、レノファ山口の育成組織にあたるU-18監督に就任。就任後はチームを高円宮杯 JFA U-18サッカーリーグ山口県リーグ2部だったチームを1部へと昇格させ、2018年シーズンは高円宮杯 JFA U-18サッカープリンスリーグ中国昇格まで後一歩のところまで導いた。
2019年シーズンからトップチームコーチに就任。2023年5月に名塚善寛の退任に伴い、暫定的にではあるが10年ぶりにトップチームの指揮を執ることになった。
2024年5月23日、JFA Proライセンスを取得。
2025年6月24日、志垣良前監督との契約解除に伴いレノファ山口FC監督に就任。

## 所属クラブ
- 下関市立桜山小学校
- 1994年 - 1996年 下関市立文洋中学校
- 1997年 - 1999年 多々良学園高等学校
- 2000年 - 2004年  サンフレッチェ広島
- 2005年 - 2009年  コンサドーレ札幌
- 2010年  湘南ベルマーレ
- 2011年 - 2012年  レノファ山口FC

## 個人成績
| 国内大会個人成績 | 国内大会個人成績 | 国内大会個人成績 | 国内大会個人成績 | 国内大会個人成績                       | 国内大会個人成績 | 国内大会個人成績 | 国内大会個人成績 | 国内大会個人成績 | 国内大会個人成績 | 国内大会個人成績 | 国内大会個人成績 |
| 年度             | クラブ           | 背番号           | リーグ           | リーグ戦                               | リーグ戦         | リーグ杯         | リーグ杯         | オープン杯       | オープン杯       | 期間通算         | 期間通算         |
| 年度             | クラブ           | 背番号           | リーグ           | 出場                                   | 得点             | 出場             | 得点             | 出場             | 得点             | 出場             | 得点             |
| 日本             | 日本             | 日本             | 日本             | リーグ戦                               | リーグ戦         | リーグ杯         | リーグ杯         | 天皇杯           | 天皇杯           | 期間通算         | 期間通算         |
| ---------------- | ---------------- | ---------------- | ---------------- | -------------------------------------- | ---------------- | ---------------- | ---------------- | ---------------- | ---------------- | ---------------- | ---------------- |
| 2000             | 広島             | 27               | J1               | 0                                      | 0                | 0                | 0                | 0                | 0                | 0                | 0                |
| 2001             | 広島             | 27               | J1               | 0                                      | 0                | 1                | 0                | 0                | 0                | 1                | 0                |
| 2002             | 広島             | 27               | J1               | 6                                      | 0                | 3                | 0                | 0                | 0                | 9                | 0                |
| 2003             | 広島             | 27               | J2               | 17                                     | 2                | -                | -                | 3                | 0                | 20               | 2                |
| 2004             | 広島             | 27               | J1               | 11                                     | 0                | 2                | 0                | 1                | 0                | 14               | 0                |
| 2005             | 札幌             | 13               | J2               | 39                                     | 4                | -                | -                | 0                | 0                | 39               | 4                |
| 2006             | 札幌             | 13               | J2               | 23                                     | 4                | -                | -                | 3                | 0                | 26               | 4                |
| 2007             | 札幌             | 13               | J2               | 45                                     | 6                | -                | -                | 0                | 0                | 45               | 6                |
| 2008             | 札幌             | 13               | J1               | 22                                     | 1                | 1                | 0                | 1                | 0                | 24               | 1                |
| 2009             | 札幌             | 13               | J2               | 25                                     | 1                | -                | -                | 2                | 0                | 27               | 1                |
| 2010             | 湘南             | 27               | J1               | 3                                      | 1                | 3                | 0                | 0                | 0                | 6                | 1                |
| 2011             | 山口             | 23               | 中国             |                                        |                  | -                | -                |                  |                  |                  |                  |
| 2012             | 山口             | 23               | 中国             |                                        |                  | -                | -                |                  |                  |                  |                  |
| 通算             | 日本             | 日本             | J1               | 42                                     | 2                | 10               | 0                | 2                | 0                | 54               | 2                |
| 通算             | 日本             | 日本             | J2               | 149                                    | 17               | -                | -                | 8                | 0                | 157              | 17               |
| 通算             | 日本             | 日本             | 中国             | \|\|\|\|colspan="2"\|-\|\|\|\|\|\|\|\| |                  |                  |                  |                  |                  |                  |                  |
| 総通算           | 総通算           | 総通算           | 総通算           | 191                                    | 19               | 10               | 0                | 10               | 0                | 211              | 19               |

- 強化指定選手としての公式戦出場はなし
- プロ初出場：2001年4月18日 ナビスコカップ 1回戦第2戦対アルビレックス新潟戦 (広島スタジアム)
  - 57分久保竜彦に代わって途中出場
- Jリーグ初出場：2002年3月3日 J1 1st 第1節 対コンサドーレ札幌戦 (広島ビッグアーチ)
  - 89分大木勉に代わって途中出場
- Jリーグ初得点：2003年9月3日 J2 第31節 対コンサドーレ札幌戦 (札幌厚別公園競技場)
  - 先発出場、46分ゴール、63分松浦宏治と途中交代
- J1リーグ初得点：2008年7月14日 J1 第16節 対ジェフユナイテッド市原・千葉戦 (フクダ電子アリーナ)
  - 先発出場、2分ゴール

## 代表歴
- U-18日本代表候補

## 指導歴
- 2013年 - レノファ山口FC
  - 2013年 トップチーム 監督
  - 2014年 - 2018年 U-18 監督
  - 2019年 - 2025年6月 トップチーム コーチ
    - 2023年5月 トップチーム 暫定監督

  - 2025年6月 - トップチーム 監督

## 監督成績
| 年度 | 所属 | クラブ | リーグ戦 | リーグ戦 | リーグ戦 | リーグ戦 | リーグ戦 | リーグ戦 | カップ戦       | カップ戦  |
| 年度 | 所属 | クラブ | 順位     | 勝点     | 試合     | 勝       | 分       | 敗       | ルヴァンカップ | 天皇杯    |
| ---- | ---- | ------ | -------- | -------- | -------- | -------- | -------- | -------- | -------------- | --------- |
| 2013 | 中国 | 山口   | 3位      | 42       | 18       | 13       | 3        | 2        | -              | 1回戦敗退 |
| 2023 | J2   | 山口   | 20位     | 5        | 5        | 1        | 2        | 2        | -              | 2回戦敗退 |
| 2025 | J2   | 山口   | 位       |          |          |          |          |          | -              | -         |

- 2023年は暫定指揮。
- 2025年は6月から指揮。